# Мейнард (Массачусетс)
Мейнард (англ. Maynard) — місто (англ. town) в США, в окрузі Міддлсекс штату Массачусетс. Населення — 10 746 осіб (2020).

## Демографія
Згідно з переписом 2010 року, у місті мешкало 10 106 осіб у 4239 домогосподарствах у складі 2649 родин. Було 4447 помешкань
Расовий склад населення:
| - 92,7 % — білих - 2,7 % — азіатів - 1,7 % — чорних або афроамериканців - 0,1 % — корінних американців - 1,3 % — осіб інших рас |

До двох чи більше рас належало 1,5 %. Частка іспаномовних становила 3,7 % від усіх жителів.
За віковим діапазоном населення розподілялося таким чином: 22,3 % — особи молодші 18 років, 64,9 % — особи у віці 18—64 років, 12,8 % — особи у віці 65 років та старші. Медіана віку мешканця становила 41,3 року. На 100 осіб жіночої статі у місті припадало 91,8 чоловіків;  на 100 жінок у віці від 18 років та старших — 88,6 чоловіків також старших 18 років.
Середній дохід на одне домашнє господарство  становив 114 034 долари США (медіана — 95 833), а середній дохід на одну сім'ю — 138 834 долари (медіана — 114 550). Медіана доходів становила 83 640 доларів для чоловіків та 61 114 долари для жінок. За межею бідності перебувало 8,1 % осіб, у тому числі 10,2 % дітей у віці до 18 років та 4,1 % осіб у віці 65 років та старших.
Цивільне працевлаштоване населення становило 5953 особи. Основні галузі зайнятості: освіта, охорона здоров'я та соціальна допомога — 29,0 %, науковці, спеціалісти, менеджери — 15,3 %, роздрібна торгівля — 13,6 %.